# تونکا سوکا
تونکا سوکا (به اسپانیایی: Tunka Suka) یک کوه در پرو است که در Peru, Cusco Region, Canas Province واقع شده‌است. تونکا سوکا ۴٬۰۰۰ متر بالاتر از سطح دریا واقع شده‌است.